# پی‌ان‌اس خالد (اس۱۳۷)
پی‌ان‌اس خالد (اس۱۳۷) (به انگلیسی: PNS Khalid (S137)) یک زیردریایی است. این زیردریایی در سال ۱۹۷۹ ساخته شد.